# Honda HA-420 HondaJet
Honda HA-420 HondaJet — легкий бизнес-джет, производимый компанией Honda Aircraft Company из Гринсборо.Он совершил свой первый полет 3 декабря 2003 года, получил сертификат типа FAA в декабре 2015 года и был впервые поставлен в том же месяце.

## История
3 декабря 2003 года автомобильная японская компания Honda представила свой первый самолёт, предназначенный для серийного выпуска. Это первый самолёт в Японии, целиком (включая двигатели) изготовленный одной фирмой без какой-либо правительственной поддержки.
Для самолёта Honda разработала двухконтурный турбореактивный двигатель HF118 и год испытывала его, установив на левом пилоне самолёта Citation Jet.
Двигатели на Honda Jet установлены на пилонах над крылом, как на немецком VFW-614. Такая компоновка позволит снизить уровень шума, направленного вниз (шум на земле, особенно при взлёте и посадке). Кроме того, улучшается обтекание верхней поверхности крыла и снижается вероятность засосать в воздухозаборник посторонний предмет с ВПП. Однако, структура воздушных потоков усложняется, поэтому потребовались интенсивные эксперименты в аэродинамической трубе. Устойчивость работы двигателей при такой компоновке проверялась для углов атаки до 26°.
Топливо хранится в двух крыльевых кессон-баках, расходном баке и баке в задней части фюзеляжа. Система заправки централизованная.
Был разработан и специальный ламинарный профиль крыла SHM-1. Секция крыла с таким профилем испытывалась на летающей лаборатории T-33. Для этого прямо на обшивке Т-33 при помощи полиуретановой пены сформировали нужный профиль и обшили стеклотканью. Под новой обшивкой установили 119 датчиков давления. Переход от ламинарного течения к турбулентному фиксировался инфракрасной камерой, установленной на кабине Т-33 (в турбулентном потоке воздух слегка разогревается).
На 30 % размаха крыла установлены закрылки, отклоняющиеся на 15,7° при взлёте и 50° при посадке. Крыло и оперение алюминиевые. Оперение T-образное.
Антиобледенительная система на передней кромке крыла питается теплым воздухом от двигателей. Стёкла кабины пилотов подогреваются электрически. Однако, нет сведений о защите от обледенения оперения и воздухозаборников.
Фюзеляж сделан из углекомпозитных материалов с алюминиевыми усиливающими элементами, носовая часть сглажена для ламинарного обтекания. Компания утверждает, что в результате сопротивление фюзеляжа снижено на 10 % по сравнению с обычными фюзеляжами того же размера.
Кабина герметичная, на высоте 13 км поддерживается давление, соответствующее давлению на высоте 2,4 км над уровнем моря по стандартной атмосфере (максимальный наддув — 0,61 атм).
Шасси трехстоечное, убирается гидравликой. Носовая стойка имеет электродистанционную систему управления и отклоняется влево и вправо на 50° при рулёжке и на 10° при разбеге.
При статических испытаниях фюзеляж и крыло нагружались только до 80 % расчётных нагрузок, а поведение при 100 % нагрузок моделировалось компьютерами. В результате планер, проходивший статические испытания, был использован для строительства лётного прототипа. Только оперение испытано под полной нагрузкой.
Honda планирует продавать Hondajet в США как лёгкий, недорогой реактивный самолёт бизнес-класса. В декабре 2015 года концерн получил окончательное одобрение Федерального агентства гражданской авиации США (FAA) на реализацию самолёта. 29 декабря 2015 года официальный сайт производителя сообщил о передаче первой единицы покупателю.

## Технические характеристики
Технические характеристики
- Экипаж: 2 человека/1 человек
- Пассажировместимость: 1+6 или 2+5
- Длина: 12,52 м
- Размах крыла: 12,2 м
- Высота: 4,01 м
- Масса пустого: 3267 кг
- Максимальная взлётная масса: 4808 кг
- Масса топлива во внутренних баках: 1290 кг
- Силовая установка: 2 × ТРДД GE Honda HF120

Лётные характеристики
- Максимальная скорость: 782 км/ч
- Крейсерская скорость: 777 км/ч
- Практическая дальность: 2260 км (для модификации Elite S 2661 км) с одним пилотом, тремя пассажирами и резервами NBAA IFR
- Практический потолок: 13 100 м
- Скороподъёмность: 20 м/сек.
- Длина разбега: 1200 м
- Длина пробега: 900 м

Габариты салона:
- Длина: 4,6 м
- Ширина: 1,5 м
- Высота: 1,5 м